# Thorns vs. Emperor
Thorns vs. Emperor jest split album koji sadrži pjesme dvaju norveških black metal-sastava: Emperora i Thornsa. Objavljen je u srpnju 1999., a objavila ga je diskografska kuća Moonfog Productions. Album sadrži obrade, izvorne pjesme i ponovno snimljene inačice starih pjesama. Album je naknadno ponovno objavljen s Thornsovim demoalbumima Grymyrk i Trøndertun.

## Popis pjesama
| 1.    | »Exordium«                      | Emperor | 3:00 |
| 2.    | »Ærie Descent«                  | Thorns  | 8:34 |
| 3.    | »I Am«                          | Emperor | 5:04 |
| 4.    | »Ærie Descent« (obrada Thornsa) | Emperor | 6:06 |
| 5.    | »Thus March the Nightspirit«    | Emperor | 5:40 |
| 6.    | »Melas Khole«                   | Thorns  | 6:31 |
| 7.    | »The Discipline of Earth«       | Thorns  | 7:40 |
| 8.    | »Cosmic Keys« (obrada Emperora) | Thorns  | 6:12 |
| 48:47 |                                 |         |      |

| Bonusovi pjesme na ograničeno izdanju | Bonusovi pjesme na ograničeno izdanju   | Bonusovi pjesme na ograničeno izdanju | Bonusovi pjesme na ograničeno izdanju | Bonusovi pjesme na ograničeno izdanju | Bonusovi pjesme na ograničeno izdanju | Bonusovi pjesme na ograničeno izdanju | Bonusovi pjesme na ograničeno izdanju | Bonusovi pjesme na ograničeno izdanju | Bonusovi pjesme na ograničeno izdanju |
| Br.                                   | Skladba                                 | Trajanje                              |                                       |                                       |                                       |                                       |                                       |                                       |                                       |
| ------------------------------------- | --------------------------------------- | ------------------------------------- | ------------------------------------- | ------------------------------------- | ------------------------------------- | ------------------------------------- | ------------------------------------- | ------------------------------------- | ------------------------------------- |
| 1.                                    | »Ærie Descent« (Thorns)                 | 5:00                                  |                                       |                                       |                                       |                                       |                                       |                                       |                                       |
| 2.                                    | »Funeral Marches to the Grave« (Thorns) | 5:18                                  |                                       |                                       |                                       |                                       |                                       |                                       |                                       |
| 3.                                    | »Lovely Children« (Thorns)              | 3:30                                  |                                       |                                       |                                       |                                       |                                       |                                       |                                       |
| 4.                                    | »Fall« (Thorns)                         | 2:20                                  |                                       |                                       |                                       |                                       |                                       |                                       |                                       |
| 5.                                    | »Thule« (Thorns)                        | 6:53                                  |                                       |                                       |                                       |                                       |                                       |                                       |                                       |
| 6.                                    | »Fairytales« (Thorns)                   | 4:03                                  |                                       |                                       |                                       |                                       |                                       |                                       |                                       |
| 7.                                    | »Home« (Thorns)                         | 6:44                                  |                                       |                                       |                                       |                                       |                                       |                                       |                                       |
| 8.                                    | »You That Mingle May« (Thorns)          | 2:40                                  |                                       |                                       |                                       |                                       |                                       |                                       |                                       |
| 36:28                                 |                                         |                                       |                                       |                                       |                                       |                                       |                                       |                                       |                                       |

## Zasluge
| Emperor - Samoth – gitara, produkcija, inženjer zvuka, mastering - Ihsahn – vokal, gitara, klavijature, bas-gitara, produkcija, inženjer zvuka - Trym Torson – bubnjevi Thorns - S.W. Krupp – gitara, klavijature, programiranje, produkcija, inženjer zvuka Dodatni glazbenici - Satyr – vokal, produkcija, inženjer zvuka - SA Titan – programiranje | Ostalo osoblje - Union Design – dizajn, ilustracije - Thorbjørn Akkerhaugen – produkcija, inženjer zvuka - Christopher Szpajdel – logotip - Espen Berg – mastering - Claus Eriksen – inženjer zvuka - Svein Solberg – inženjer zvuka |

## Vanjske poveznice
- Thorns vs. Emperor na Discogs